# Jan Morks (klarinettist)
Johannes (Jan) Morks  (Nederlands-Indië, Padang 14 oktober 1925 – Voorburg, 4 september 1984) was een Nederlands jazzmusicus. Hij was klarinettist en speelde daarnaast incidenteel slagwerk.
Hij was zoon van Johannes Morks en Maria Cornelia van Roon, die in 1930 scheidden. Getrouwd geweest met - en gescheiden van Renske Morks. 
De muziek zat al vroeg in Morks; hij trad al op tijdens de Tweede Wereldoorlog, Dat moest buiten het gangbare circuit want hij speelde dixieland. Vervolgens verleende hij zijn diensten diverse ensembles zoals het Birdland-kwintet van Arie Merkt en The Bouncers. De grootste bekendheid verwierf Morks in de periode 1955 - 1961, toen hij deel uitmaakte van de Dutch Swing College Band. In die periode studeerde hij tevens Rechten; hij was dan ook enige tijd jurist bij de Staatstoezicht op de Volksgezondheid. De muziek won echter.
In 1963 won het Jan Morks kwintet een Edison voor de lichte muziek, in de categorie Jazz.
Andere traditionele jazzorkesten waarbij hij speelde waren de Dixieland Pipers, de Reunion Jazzband, Ted Easton's Jazz band en the New Orleans Syncopators.
In 1977 trad Morks op als solist bij het Metropole Orkest.
In 1982 werd hij tot ereburger van New Orleans, bakermat van de dixieland, benoemd. In 1984 startte hij nog Jan Morks’ Jazz Mates, waarmee hij op het North Sea Jazz Festival stond. Er volgde nog een elpee van die band met de nummers: Strike up the Band, Cloe, Stella by starlight, Idaho, Gee baby ain't I good to you, Opus Five, Ain't misbehavin, It might as well be spring en Two night blues. Er zouden optredens volgen, maar Morks werd plotseling getroffen door een hersenbloeding en overleed. Hij werd gecremeerd in Crematorium Ockenburgh; hij liet een vrouw en twee kinderen achter.
- International Standard Name Identifier: 0000 0003 7191 3483
- Library of Congress Control Number: no2009020334
- MusicBrainz: 32b4b9fa-4571-4fd2-ba0b-dbe161d8a0d2
- Virtual International Authority File: 78943248
- WorldCat: E39PBJrm3dT7KdW9pRbdbYCRKd